# Sint-Monicakerk (De Haan)

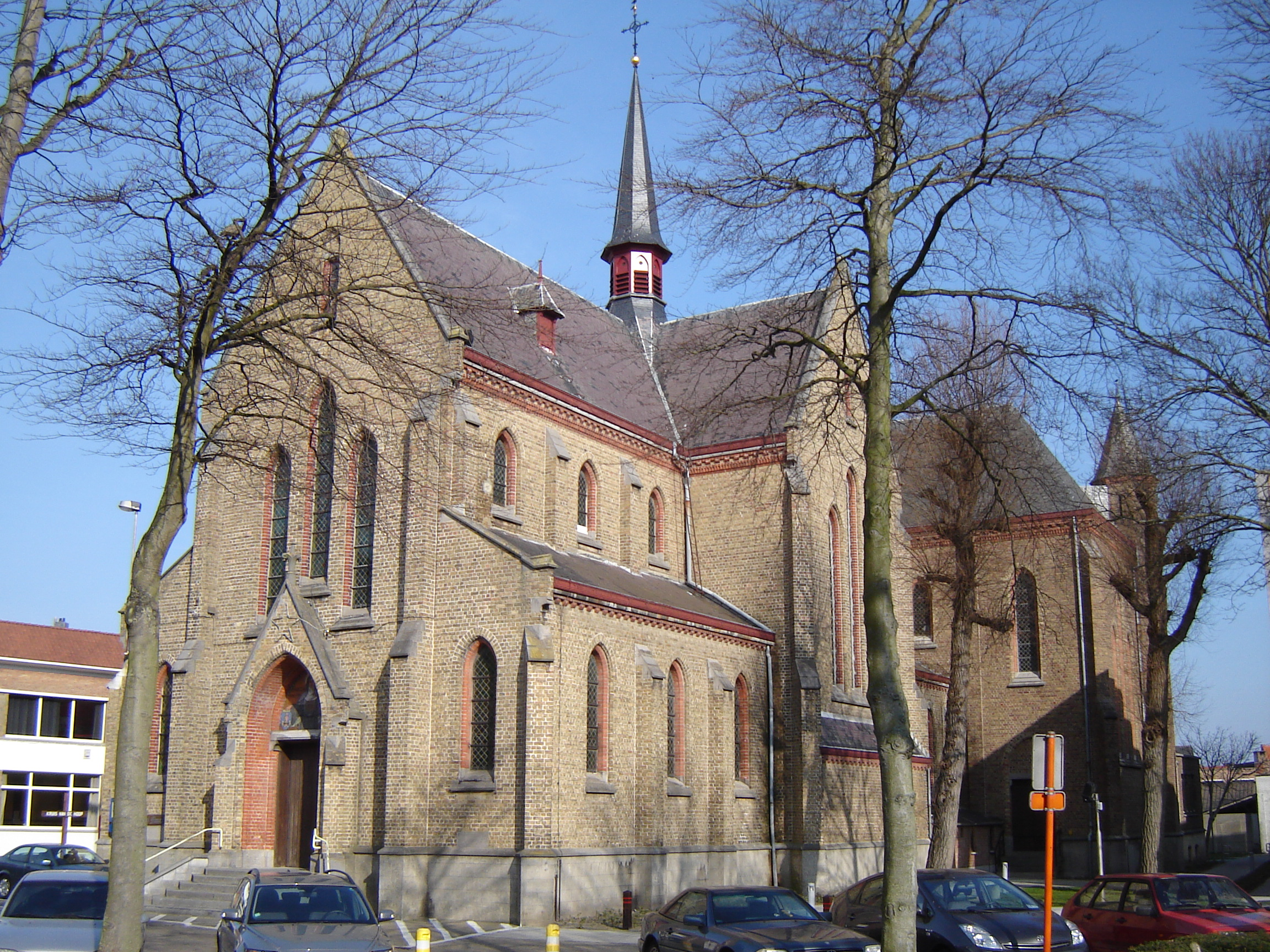
Sint-Monicakerk

De Sint-Monicakerk is de parochiekerk van de West-Vlaamse badplaats De Haan, gelegen aan Monicastraat 17.

## Geschiedenis
De Haan ontwikkelde zich einde 19e eeuw snel tot een belangrijke badplaats. In 1897 werd de Willibrorduskapel opgericht, die echter te klein was voor de groeiende groep kerkgangers. In 1899 begon men met de bouw van een volwaardige kerk, die in 1902 gereed kwam. De diensten werden verzorgd door de paters Augustijnen, die aan Grotestraat 10 een klooster bouwden. Ook deze kerk werd spoedig te klein. In 1934 werd een nieuw transept en koor aangelegd, waarmee de kerk de vorm van een Lotharings kruis verkreeg. Pas in 1958 werd de Sint-Monicakerk tot parochiekerk verheven. De parochie splitste zich af van zowel die van Klemskerke als die van Vlissegem.

## Gebouw
Het betreft een bakstenen neogotische basilicale kruiskerk zonder toren. Er is zowel een pseudotransept (van 1902) als een transept (van 1934) aanwezig. Op de kruising van het pseudotransept is een vieringtorentje aanwezig.
Het interieur en het meubilair zijn neogotisch. Het orgel is van 1968 en werd gebouwd door de firma Jos. Loncke & Zn.